# Décennie 1320 en architecture
| Années de l'architecture : 1317 - 1318 - 1319 - 1320 - 1321 - 1322 - 1323    |
| Décennies de l'architecture : 1290 - 1300 - 1310 - 1320 - 1330 - 1340 - 1350 |

Cet article présente les faits marquants de la décennie 1320 en architecture.

## Événements
- 13 février 1322 : la tour normande de la cathédrale d'Ely s'effondre dans la nuit. La construction d'une grande tour centrale octogonale en pierre commence[1].
- 27 septembre 1322 : consécration du cœur de la cathédrale de Cologne[2].
- 2 octobre 1323 : première mention du château haut à Vilnius[3].

## Réalisations
- 1319-1329 : reconstruction de l’église du monastère Saint-Thaddée, qui fait partie des ensembles monastiques arméniens d'Iran[4].
- 1320 : construction du Brig o' Balgownie, pont franchissant la rivière Don à Old Aberdeen en Écosse[5].

- 1322-1325 : reconstruction de l'Église Santa Maria della Spina à Pise par l'architecte Lupo di Francesco[6].
- 1323-1325 : construction de la médersa Attarine à Fès par le sultan mérinide Abou Saïd Othman[7].
- 1324 : construction du minaret de la grande mosquée d'Alger par le sultan zianide de Tlemcen, Abû Tâshfîn[8].
- 1325 : début de la construction de la torre del Mangia à Sienne, terminée en 1338-1348[9].
- Vers 1325 : mausolée de Ghiyath al-Din Tughlûq à Delhi[10].
- 1325-1328 : construction de la mosquée Djingareyber de Tombouctou par Abou Ishaq es-Sahéli[11].
- 1327 : le sultan de Delhi Muhammad bin-Tughlûq transfère sa capitale à Daulatabad (Devagiri), dans le Deccan ; il procède à des déplacements forcés de la population de Delhi pour la peupler. La ville doit être abandonnée à cause du manque d'eau[12].
- 1327-1335 : construction du monastère Dečani en Serbie[13].
- 1327-1349 : pavement de la piazza del Campo à Sienne[14].

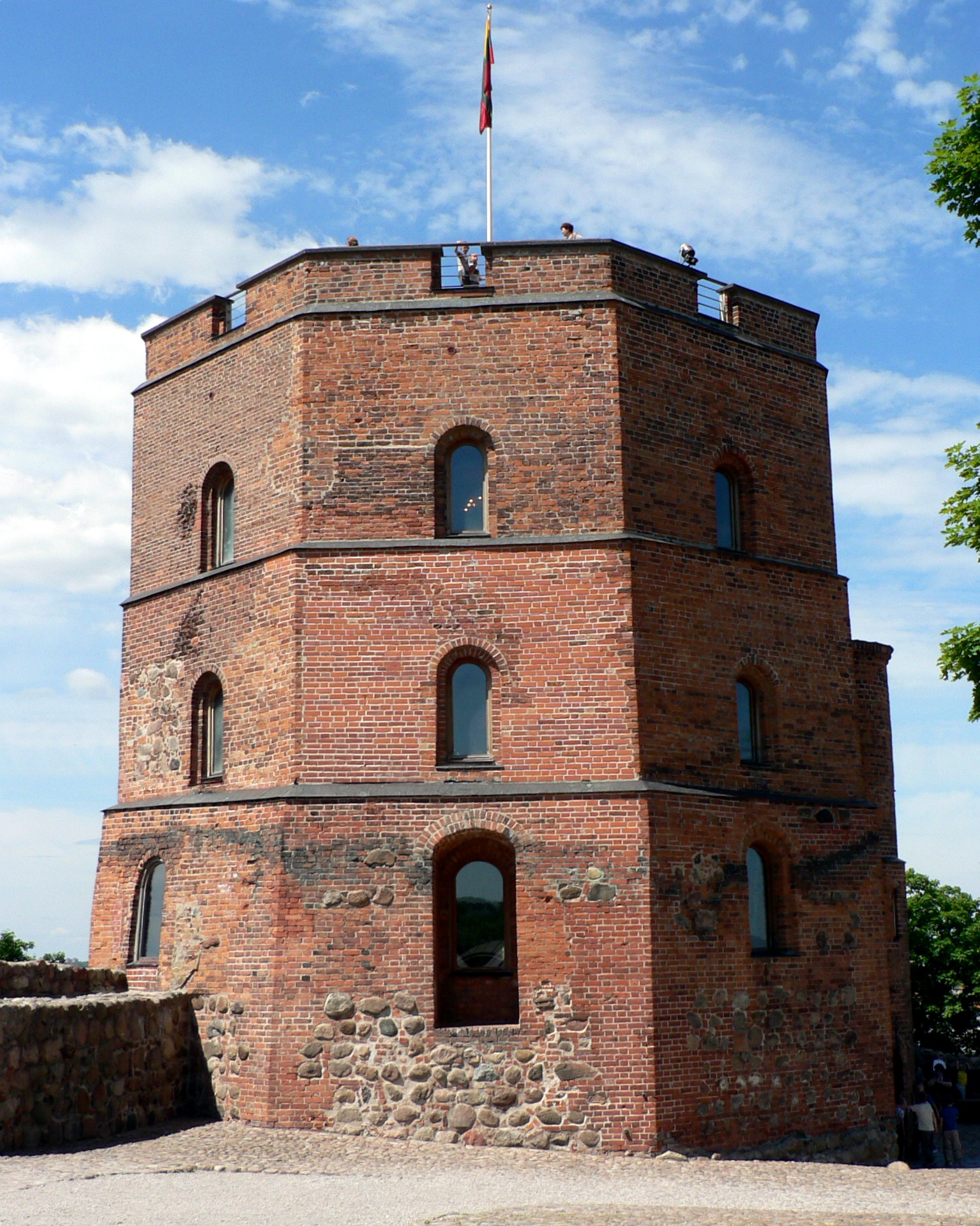
Le château haut de Vilnius
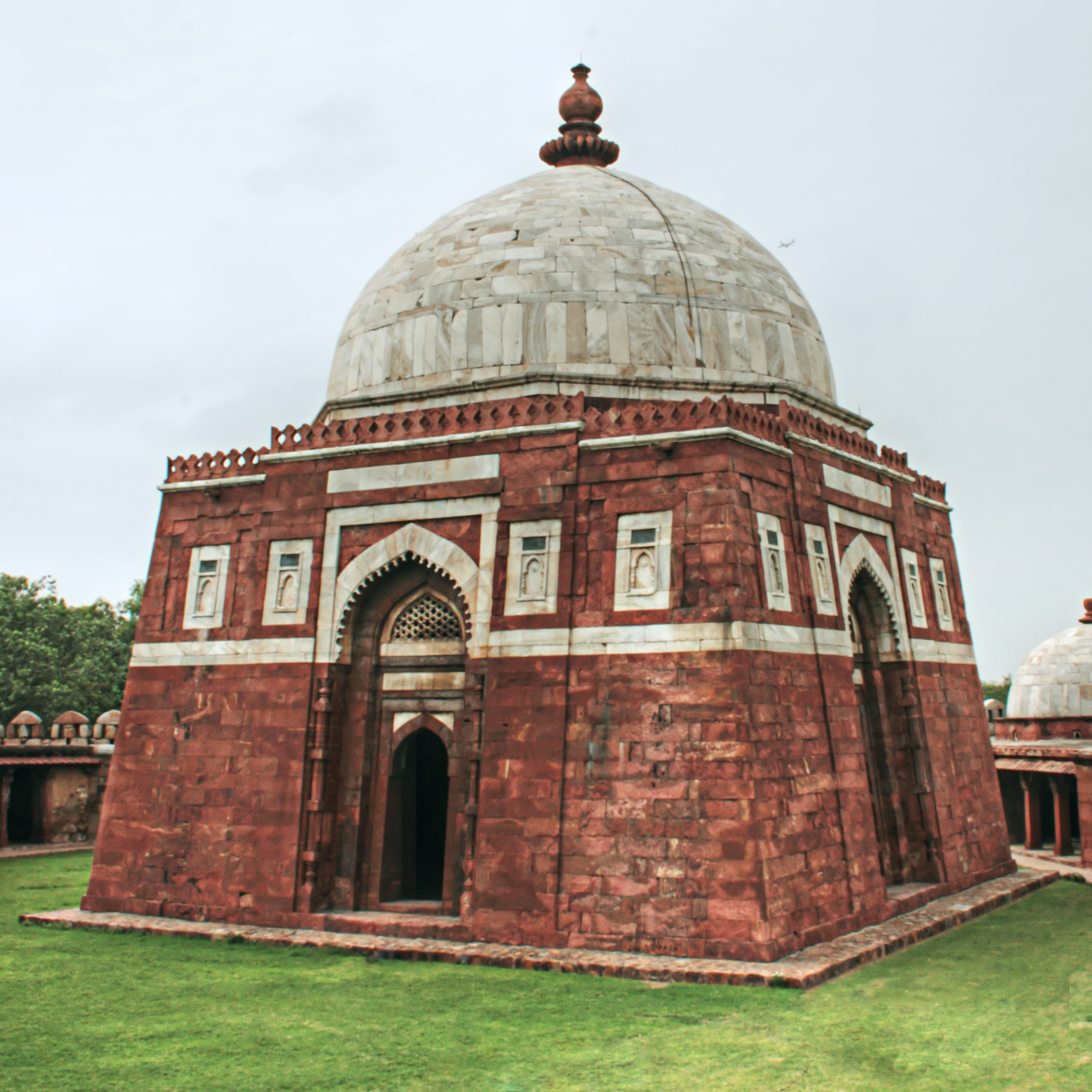
Tombe de Ghiyath al-Din Tughlûq
Monastère de Visoki Dečani
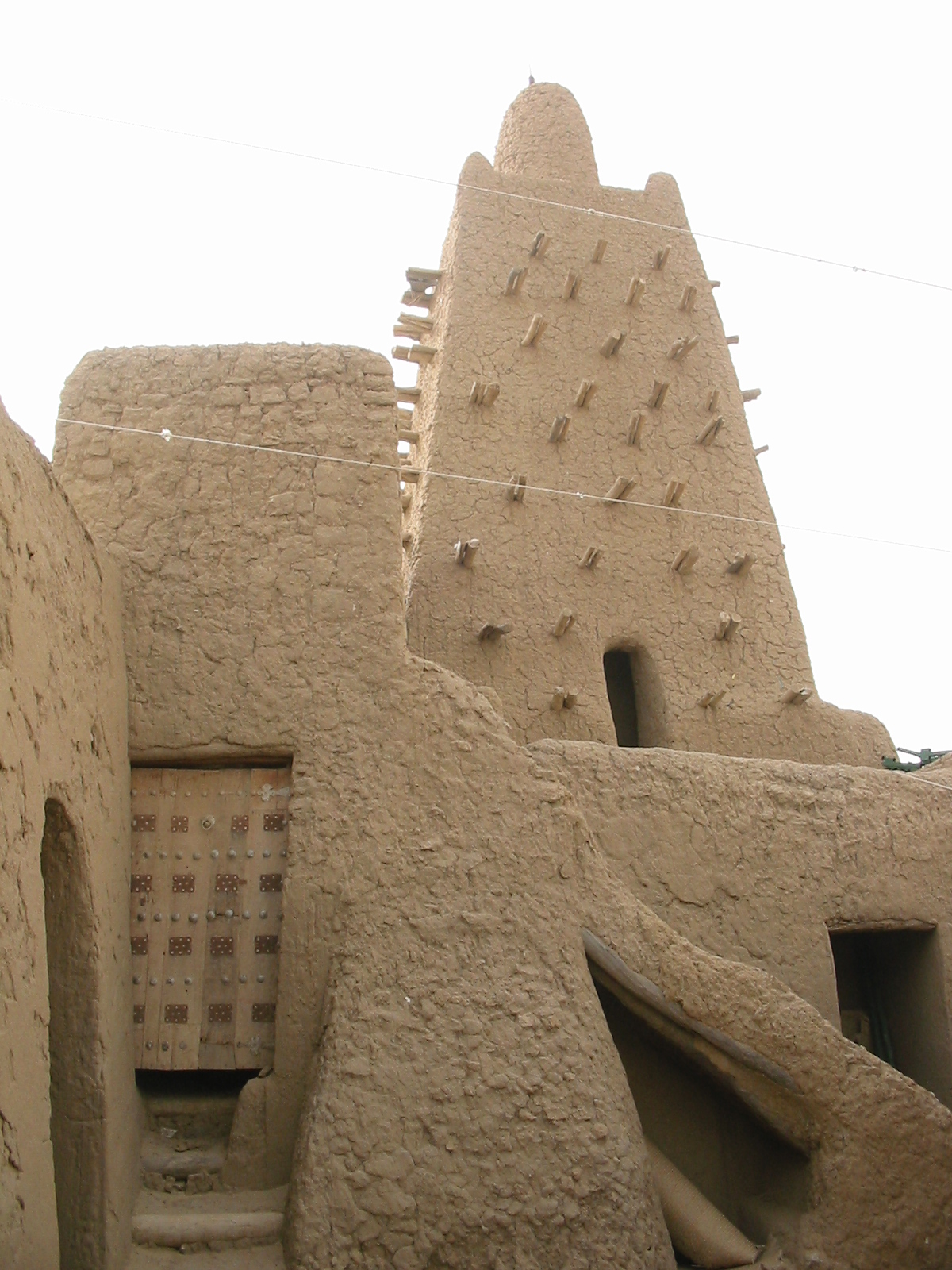
Mosquée Djingareyber de Tombouctou

## Naissances
- Vers 1320 : Henri Yevele († 1400)

## Décès
- x